# آرامگاه امامزاده جعفر
آرامگاه‌امامزاده جعفر مربوط به سده‌های ۱۰ تا ۱۳ ه‍.ق است و در شهرستان مشگین‌شهر، بخش مشکین شرقی، دهستان لاهرود، روستای انار واقع شده و این اثر در تاریخ ۱۲ دی ۱۳۸۶ با شمارهٔ ثبت ۲۰۳۸۲ به‌عنوان یکی از آثار ملی ایران به ثبت رسیده‌است.

## مشخصات
آرامگاه‌امام‌زاده سید جعفربن موسی کاظم در شمال شرقی روستای انار از توابع بخش مشکین شرقی واقع شده‌است. در سالهای پیش از ۱۳۰۰ هجری شمسی این مکان عبارت بود از یک قبر که بر روی آن گلی بنا کرده بودند تا اینکه یکی از ریش‌سفیدان متنفذ روستای انار به نام حاج کامران باغ‌های همجوار این بنا را که متعلق به خودش بوده، بر آن افزوده و اتاقک کوچک گلی را به بنایی زیبا که بر روی آن گنبدی گل است، تبدیل نمود و چندین سال بعد سقف آنرا که با چوب و تخته ساخته شده بود، بازسازی نمود.

در بالای محراب امامزاده تأسیس بنای فعلی را سال ۱۳۰۰ شمسی نوشته‌اند. در حال حاضر امامزاده سید جعفر در وسط یک باغ سرسبز و وسیع قرار گرفته است، مسجدی بزرگ دارد و این مسجد دارای سه درب است. قبر امامزاده سید جعفر در ضلع جنوب شرقی مسجد قرار گرفته که در بالای آن بر سقف مسجد گنبدی بزرگ بنا شده است.